# Marius Probst
Marius Probst (Herne, 20 agosto 1995) è un mezzofondista tedesco.
Nel suo palmarès vanta una medaglia d'oro nei 1500 metri piani agli europei under 23 di Bydgoszcz 2017. I suoi primati personali nella disciplina sono di 3'39"27, stabilito outdoor, e 3'41"40, realizzato indoor.

## Biografia
Il 15 luglio 2017, agli europei under 23 di Bydgoszcz, si laurea campione nei 1500 metri piani con una prestazione di 3'49"06, precedendo il ceco Filip Sasínek (3'49"23) e il polacco Michał Rozmys (3'49"30) grazie ad un improvviso sprint negli ultimi 100 metri di gara.

## Progressione

### 1500 metri piani
| Stagione | Risultato | Luogo          | Data      | Rank. Mond. |
| -------- | --------- | -------------- | --------- | ----------- |
| 2017     | 3'39"27   | Oordegem       | 27-5-2017 |             |
| 2016     | 3'39"60   | Heusden-Zolder | 16-7-2016 |             |

## Palmarès
| Anno | Manifestazione   | Sede      | Evento       | Risultato | Prestazione | Note |
| ---- | ---------------- | --------- | ------------ | --------- | ----------- | ---- |
| 2015 | Europei under 23 | Tallinn   | 1500 m piani | 11º       | 3'47"50     |      |
| 2017 | Europei indoor   | Belgrado  | 1500 m piani | Batteria  | 3'47"89     |      |
| 2017 | Europei under 23 | Bydgoszcz | 1500 m piani | Oro       | 3'49"06     |      |
| 2018 | Europei          | Berlino   | 1500 m piani | Batteria  | 3'42"37     |      |
| 2019 | Europei indoor   | Glasgow   | 1500 m piani | 6º        | 3'45"76     |      |
| 2019 | Universiadi      | Napoli    | 1500 m piani | Finale    | dns         |      |
| 2021 | Europei indoor   | Toruń     | 1500 m piani | Batteria  | 3'44"63     |      |
| 2024 | Europei          | Roma      | 1500 m piani | Batteria  | 3'44"70     |      |
| 2024 | Giochi olimpici  | Parigi    | 1500 m piani | Batteria  | 3'35"65     |      |
| 2025 | Europei indoor   | Apeldoorn | 1500 m piani | Batteria  | 3'41"32     |      |